# PlayTape

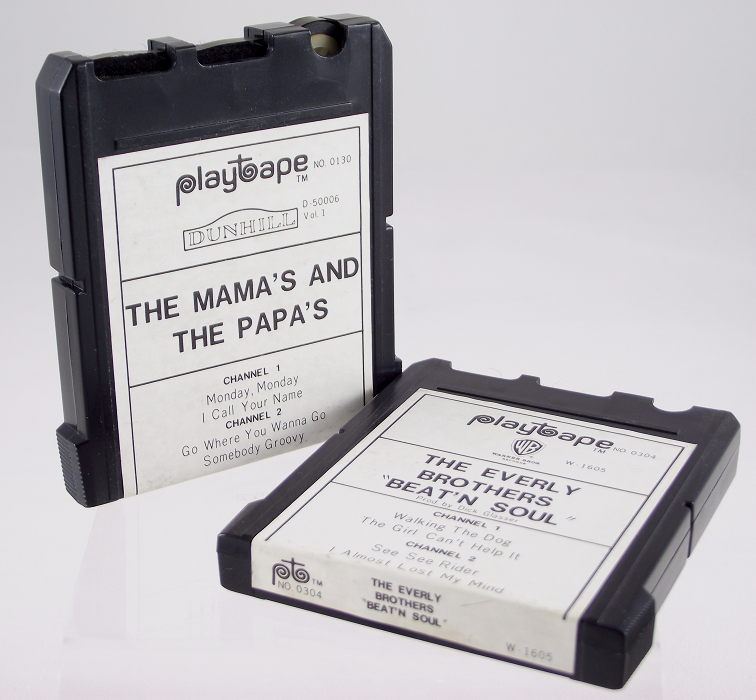
Cassette PlayTape

PlayTape è stata una tecnologia di registrazione e di riproduzione del suono su nastro magnetico ideata da Frank Stanton e commercializzata dal 1966. Grazie alla sua portatilità ebbe un successo quasi immediato quanto effimero; nel 1968 oltre 3000 artisti avevano pubblicato i propri lavori in questo formato ma nel giro di pochi anni venne soppiantato da altre tecnologie.

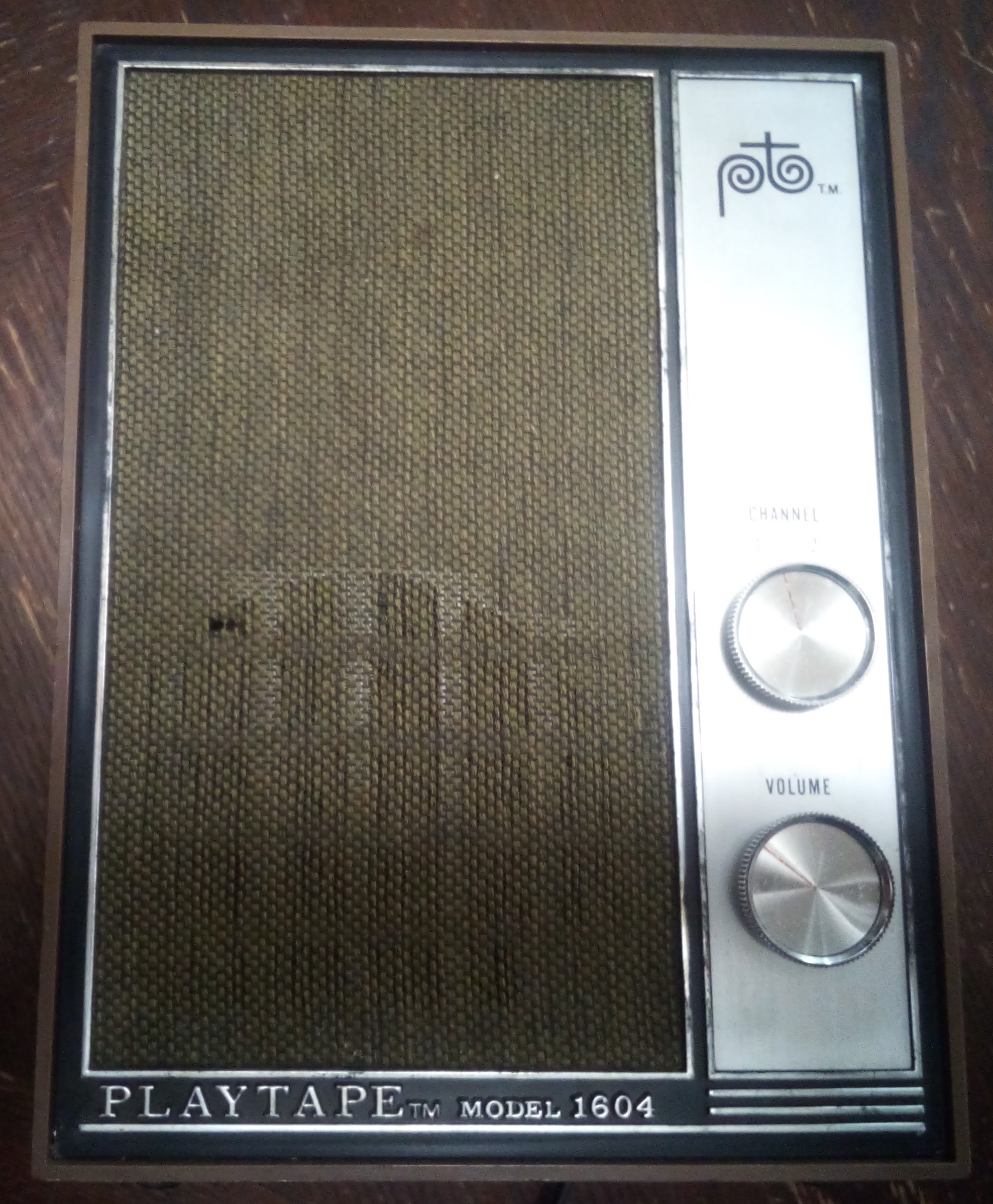
Lettore di audio cassette play tape "Model 1604"

## Storia

Logo

Frank Stanton ideò un sistema a due tracce compatto negli anni quaranta durante il servizio nella marina militare. Dopo ulteriori sviluppi, il sistema venne commercializzato nel 1966 dalla Sears e dalla MGM Records con l'impiego di nastri preregistrati dalla durata variabile da 8 a 24 minuti. Quando fu lanciato sul mercato, i dischi in vinile erano ancora il supporto principale ed esistevano inoltre altri sistemi come lo Stereo-Pak di Earl Muntz che avevano raggiunto una certa popolarità e altri ancora, come lo Stereo8 di Bill Lear e le audiocassette della Philips che negli anni successivi avrebbero guadagnato importanti fette di mercato ma non avevano ancora raggiunto l'apice; nel 1966 però né il sistema di Lear né quello di Muntz offrivano un lettore portatile mentre erano già disponibili i registratori portatili a cassette.
I primi due modelli di riproduttori PlayTape vennero venduti il primo a 19,95 dollari e il secondo a 29,95 dollari in quanto dotato di caratteristiche superiori come i controlli di tono e un altoparlante migliore. Stanton ideò diversi modelli con caratteristiche diverse, sia portatili che fissi, sia per la riproduzione musicale che per utilizzi professionali aziendali, come sistema di dettatura alternativo agli appunti scritti e alle lettere; il prodotto pensato a tale scopo, un dispositivo che conteneva l'unità PlayTape, fu chiamato Mail Call Letter Pack e venne commercializzato dalla Smith Corona Corporation. Questo sistema registrava messaggi vocali dalla lunghezza di 3, 6 o 10 minuti che potevano essere poi sovrascritti per altri utilizzi; il supporto era a nastro continuo con un pezzo di nastro adesivo a giunzione delle due estremità, che serviva anche per impedire la sovraregistrazione accidentale. Anche se fu di fatto un precursore del dittafono IBM, non riuscì però a imporsi presso le aziende a causa di problemi con la qualità dei lettori e, in definitiva, l'arrivo sul mercato di lettori domestici e portatili per i sistemi a 4 e a 8 tracce e le audiocassette della Philips ne decretarono la scomparsa.

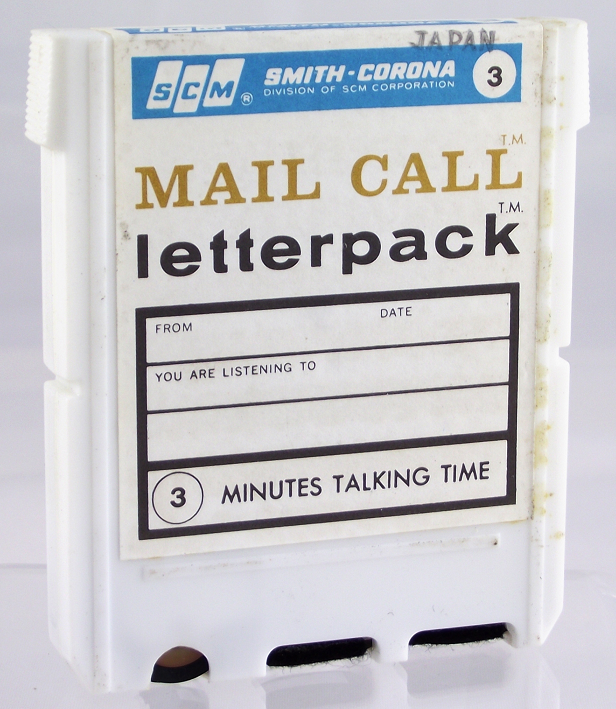
Smith-Corona Mail Call Letterpack

Negli Stati Uniti la Volkswagen fu l'unica casa produttrice a offrire un lettore PlayTape come equipaggiamento opzionale per le proprie automobili.